# Eleutherodactylus lentus
Eleutherodactylus lentus (tên tiếng Anh: Yellow Mottled Coqui) là một loài ếch trong họ Leptodactylidae. Chúng là loài đặc hữu của quần đảo Virgin thuộc Mỹ.
Môi trường sống tự nhiên của chúng là các khu rừng khô nhiệt đới hoặc cận nhiệt đới. Loài này đang bị đe dọa do mất môi trường sống.